# Burla (Suceava)
Burla é uma comuna romena localizada no distrito de Suceava, na região de Bucovina. A comuna possui uma área de 19.70 km² e sua população era de 2162 habitantes segundo o censo de 2007.